# Ampharete
Ampharete – rodzaj wieloszczetów z rzędu Terebellida i rodziny Ampharetidae.

## Morfologia

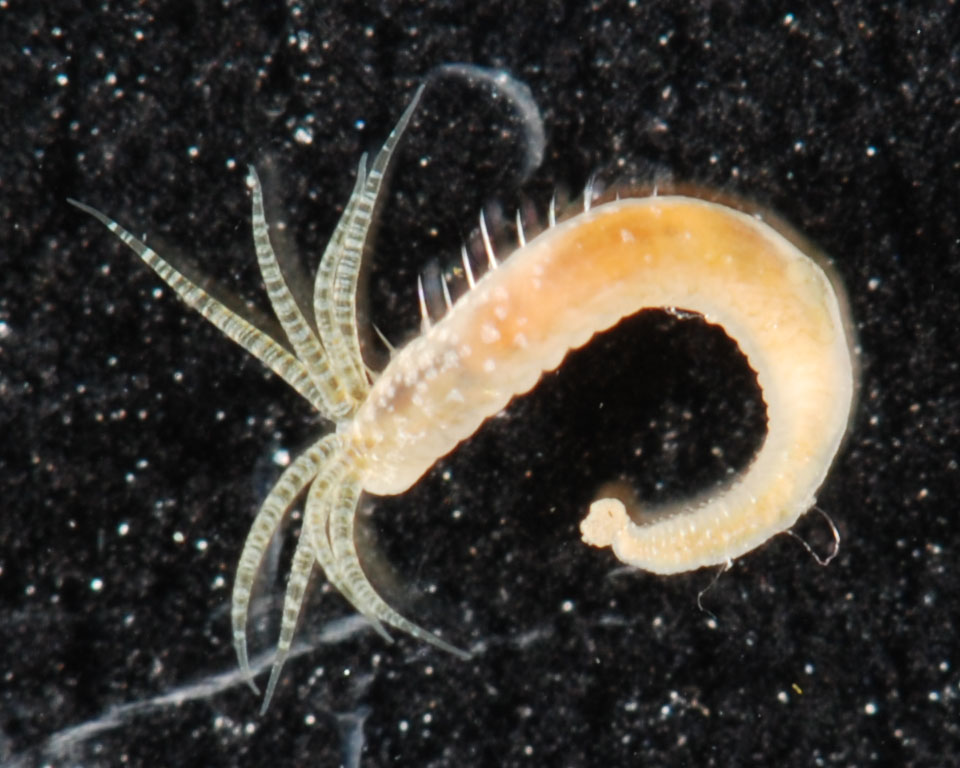
Ampharete americana

Wieloszczety te mają odcinek głowowy z dwugałęziowymi parapodiami, natomiast pozostałą część ciała o zredukowanych lub całkiem zanikłych notopodiach. Prostomium pozbawione jest listewek gruczołowych oraz haków na narządzie nuchalnym, natomiast odznacza się płatem środkowym wyodrębnionym przez U-kształtne wcięcie. Odcinek głowowy ma segment drugi i trzeci zlane w segment 3+4, a na nim cztery pary gładkich, rzadziej pierzastych skrzeli. Czułki okołogębowe są zaopatrzone w papille i przynajmniej część z nich osiąga bardzo duże rozmiary. Za skrzelami znajduje się para papilli nefrydialnych położonych pośrodku grzbietowej strony.  Tak jak u innych przedstawicieli rodziny mogą być one w całości wciągane do jamy gębowej. Nitkowate szczecinki (paleae) mogą występować lub nie. Neuropodia mają szczecinki zmodyfikowane w ząbkowane płytki (uncini) umieszczone na unicinigerach. Na tułowiu unicinigerów jest 11 lub 12 par. Szósty segment ciała pozbawiony jest żebra na grzbiecie. Na odwłoku szczątkowe notopodia rzadko są zachowane.

## Ekologia i występowanie
Formy dorosłe są bentosowe. Żyją w osadach na dnie mórz i oceanów.
W polskich wodach Bałtyku notowane są dwa gatunki: A. finnmarchica i A. acutiformis.

## Taksonomia
Rodzaj ten wprowadzony został w 1866 roku przez Andersa Johana Malmgrena. We współczesnym sensie zdefiniował go I.A. Jirkov w pracach z lat 1994–2011. Obejmuje 56 opisanych gatunków:
- Ampharete acutifrons (Grube, 1860)
- Ampharete agulhasensis (Day, 1961)
- Ampharete americana Day, 1973
- Ampharete ampullata Imajima, Reuscher & Fiege, 2012
- Ampharete arctica Malmgren, 1866
- Ampharete baltica Eliason, 1955
- Ampharete borealis (M. Sars, 1856)
- Ampharete californica (Hilbig, 2000)
- Ampharete capensis (Day, 1961)
- Ampharete cinnamomea Imajima, Reuscher & Fiege, 2012
- Ampharete cornuta (Hilbig, 2000)
- Ampharete crassiseta Annenkova, 1929
- Ampharete debrouweri Jeldes & Lefevre, 1959
- Ampharete elongata (Ehlers, 1913)
- Ampharete eupalea Chamberlin, 1920
- Ampharete falcata Eliason, 1955
- Ampharete finmarchica (M. Sars, 1865)
- Ampharete gagarae Uschakov, 1950
- Ampharete goesi Malmgren, 1866
- Ampharete grubei Malmgren, 1865
- Ampharete homa Chamberlin, 1919
- Ampharete johanseni Chamberlin, 1920
- Ampharete kerguelensis McIntosh, 1885
- Ampharete kudenovi Jirkov, 1994
- Ampharete labrops Hartman, 1961
- Ampharete lindstroemi Malmgren, 1867 sensu Hessle, 1917
- Ampharete lineata (Berkeley & Berkeley, 1943)
- Ampharete longipaleolata Uschakov, 1950
- Ampharete luederitzi (Augener, 1918)
- Ampharete macrobranchia Caullery, 1944
- Ampharete manriquei (Salazar-Vallejo, 1996)
- Ampharete minuta Langerhans, 1881
- Ampharete octocirrata (Sars, 1835)
- Ampharete oculata (Webster, 1879)
- Ampharete oculicirrata Parapar, Moreira & Barnich, 2019
- Ampharete parvidentata Day, 1973
- Ampharete petersenae Zhirkov, 1997
- Ampharete reducta Chamberlin, 1920
- Ampharete santillani Parapar, Kongsrud, Kongshavn, Alvestad, Aneiros & Moreira, 2017
- Ampharete saphronovae Jirkov, 1994
- Ampharete setosa Verrill, 1873
- Ampharete sibirica (Wirén, 1883)
- Ampharete sombreriana McIntosh, 1885
- Ampharete trilobata Webster & Benedict, 1887
- Ampharete undecima Alvestad, Kongsrud & Kongshavn, 2014
- Ampharete vega (Wirén, 1883)
- Ampharete villenai Parapar, Helgason, Jirkov & Moreira, 2012